# Gridiron Gang
Gridiron Gang é um filme de 2006 estrelando Dwayne Johnson, Xzibit, L. Scott Caldwell e Kevin Dunn.

## Recepção
Rotten Tomatoes relata um índice de aprovação de 42% com uma classificação média de 5.6 / 10 com base em 100 comentários.

## Elenco
| Ator                 | Papel           |
| -------------------- | --------------- |
| Dwayne Johnson       | Sean Porter     |
| Xzibit               | Malcolm Moore   |
| L. Scott Caldwell    | Bobbi Porter    |
| Kevin Dunn           | Ted Dexter      |
| Danny Martinez       | Miguel Perez    |
| Mo                   | Leon Hayes      |
| Jade Yorker          | Willie Weathers |
| Brandon Mychal Smith | Bug             |
| Kevin Duhaney        | Lil' Dove       |
| Trever O'Brien       | Kenny Bates     |
| Michael C. Mahon     | Field Coach     |